# Lot międzygalaktyczny
Lot międzygalaktyczny – lot statku kosmicznego w przestrzeni międzygalaktycznej, zwłaszcza z Galaktyki Drogi Mlecznej (z Ziemi) do innych galaktyk.

## Możliwości techniczne
Najbliższe galaktyki w okolicy Drogi Mlecznej to Wielki Obłok Magellana znajdujący się w odległości około 160 tys. lat świetlnych i Mały Obłok Magellana położony w odległości około 200 tys. lat świetlnych. Są to galaktyki karłowate. Najbliższą galaktyką podobną do naszej jest Galaktyka Andromedy odległa od Drogi Mlecznej o około 2,52 mln lat świetlnych.
Warunkiem niezbędnym do zrealizowania lotu międzygalaktycznego z Ziemi jest nadanie pojazdowi kosmicznemu czwartej prędkości kosmicznej (przy starcie z Ziemi jest to co najmniej 130 km/s) i skierowanie go na trajektorię ucieczkową z Drogi Mlecznej. W dotychczasowej historii eksploracji przestrzeni kosmicznej żaden pojazd kosmiczny wysłany z Ziemi nie osiągnął czwartej prędkości kosmicznej. Największą prędkość osiągnęła sonda słoneczna Parker Solar Probe. 21 listopada 2021 w czasie dziesiątego przejścia przez peryhelium osiągnęła prędkość 163 km/s (586 800 km/h), a w kolejnych przejściach prędkość sondy jeszcze wzrośnie. Poprzednio przez wiele lat rekord  należał do sondy Helios 2 wystrzelonej w 1976, która skorzystała z asysty grawitacyjnej Słońca, zbliżyła się do niego na około 43 mln km i uzyskała prędkość 70,2 km/s (252 720 km/h). Rekord został poprawiony przez sondę Juno wystrzeloną w 2011, która dzięki sile grawitacji Jowisza, uzyskała prędkość 74 km/s (266 400 km/h).
Lot międzygalaktyczny nawet do najbliższej galaktyki – Wielkiego Obłoku Magellana z prędkością rzędu kilku czy kilkunastu procent prędkości światła w próżni trwałby setki tysięcy albo miliony lat, natomiast do Galaktyki Andromedy – setki milionów lat. Nawet lot z prędkością zbliżoną do prędkości światła w próżni zająłby co najmniej tyle, ile wynosi odległość do obiektów docelowych. Okresy te są dłuższe niż istnienie gatunku człowieka rozumnego szacowanego na około 200 tys. lat. Z tego względu zagadnienie lotu międzygalaktycznego na obecnym etapie rozwoju techniki lotów kosmicznych pozostaje w sferze rozważań teoretycznych.

## Loty międzygalaktyczne w twórczości fantastyczno-naukowej
Tematyka lotów międzygalaktycznych jest szeroko wykorzystywana w twórczości fantastyczno-naukowej. Na potrzeby fikcyjnych lotów międzygalaktycznych wymyślono nawet pseudonaukowe teorie opisujące podróże z prędkościami tysiące razy większymi od prędkości światła w próżni, a nawet z prędkością nieskończoną.
Zgodnie z obecnie pojmowaną fizyką, nie istnieje prawo zabraniające deformacji przestrzeni z dowolną prędkością. Teoretycznie manipulacja jej strukturą jest możliwa dzięki wykorzystaniu materii egzotycznej, jednak obecnie z wyliczeń wynika, że do zagięcia przestrzeni pozwalającego na osiągnięcie przez pojazd prędkości światła w próżni potrzeba znacznie więcej energii, niż jest jej w naszym wszechświecie. Koncepcję tę wykorzystał serial Star Trek, nazywając taką technologię napędem Warp. Zasilany dzięki reakcji materii z antymaterią, zwęża on przestrzeń przed statkiem, jednocześnie rozszerzając ją za jego rufą, dzięki czemu okręt może przemieszczać się szybciej od światła w próżni jednocześnie pozostając w miejscu (wokół niego utworzony zostaje bąbel czasoprzestrzenny), oraz omijając efekt dylatacji czasu. Zobacz również: Napęd Alcubierre’a.
Innym pomysłem, częściej spotykanym w twórczości SF, jest założenie istnienia dodatkowych wymiarów przestrzennych, które można wykorzystywać jako skrót w podróży. Jako przykład można posłużyć się serialem Babilon 5.
Pochodną tego pomysłu jest utworzenie sztucznej (tymczasowej) nadprzestrzeni (hyperspace), co wymaga stałego jej podtrzymywania przez okręt. Można to zaobserwować np. w filmach Gwiezdne wojny czy serialu Gwiezdne wrota.
W twórczości komediowej dokonano nawet sparodiowania innych filmów z gatunku science fiction, podróżując z prędkością niedorzeczną (ang. ridiculous speed) albo prędkością absurdalną (ang. ludicrous speed). Przykładem są filmy Kosmiczne jaja czy Autostopem przez Galaktykę.